# 法蘭西斯科·安東尼奧·比達爾
法蘭西斯科·安東尼奧·比達爾（Francisco Antonino Vidal，1825年5月14日—1889年2月7日）是烏拉圭政治人物，1880年就職烏拉圭總統，1882年被馬西莫·桑托斯取代。1886年3月法蘭西斯科·安東尼奧·比達爾再次出任總統至5月。

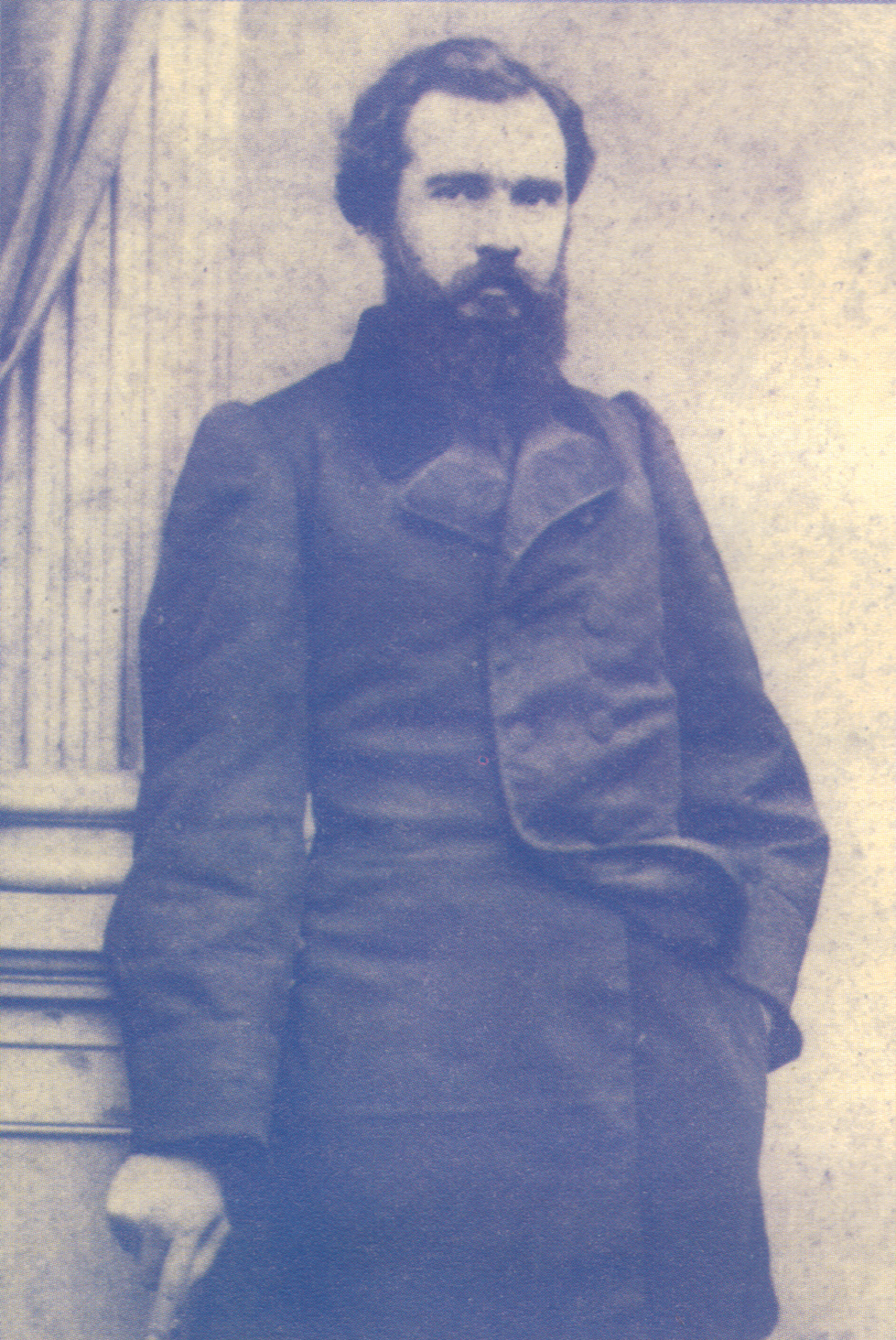
法蘭西斯科·安東尼奧·比達爾